# 최준기
최준기(1994년 4월 13일 ~ )는 대한민국의 축구 선수이다. 포지션은 수비수이다.

## 클럽 경력
최준기는 2017시즌을 앞두고 J2리그의 더스파구사쓰 군마에 입단하면서 프로 커리어를 시작했다. 2017년 4월 22일에 열린 도쿄 베르디와의 경기에서 프로 데뷔전을 치렀다. 2017년 5월 7일에 열린 로아소 구마모토와의 경기에서 프로 데뷔골을 기록했다. 최준기는 2017시즌 리그 21경기에 출전했으며 1득점을 기록했다.
2018시즌을 앞두고 성남 FC로 이적했다. 최준기는 2018시즌 21경기에 출전하면서 성남의 1부리그 승격에 공헌했다.
2019시즌 여름 이적시장을 통해 전남 드래곤즈로 이적했다. 하지만 음주운전으로 물의를 일으키며 징계를 받아 시즌아웃되었다.
2020시즌을 앞두고 K3리그의 천안시 축구단으로 임대 이적했다. 이후 2020시즌 종료 이후 전남으로 임대 복귀 했으며 계약 종료로 인해 전남을 떠났다.

## 사건사고

### 2019년 음주운전
최준기는 2019년 9월 21일, 음주운전을 일으켰으며 이후 경찰에 자진신고했다. 이에 한국프로축구연맹은 최준기에게 15경기 출전정지와 400만원의 제재금을 부과했다.